# Biagio 1988-1998
Biagio 1988-1998 è un album di Biagio Antonacci pubblicato nel 1998.

## Tracce

### CD1
1. Come siamo tanti al mondo - 4:29
2. Non so più a chi credere - 4:23
3. Il festival di gabicce mare - 4:00
4. Tra le righe - 4:30
5. Assomigliami - 4:51
6. Baciami stupido - 3:24
7. Cercasi disperatamente amore - 4:31
8. Se tu fossi come - 4:30
9. Che fretta c'è - 4:16
10. Fiore - 5:03
11. Io sono come te - 4:29
12. Voglio vivere in un attimo - 4:13
13. Sono cose che capitano - 3:56 (con Ron)
14. Danza sul mio petto - 5:00
15. Almeno non tradirmi tu - 4:06 (con Eros Ramazzotti)
16. Liberatemi - 4:33
17. Prima di tutto - 4:25

### CD2
1. Rumori (intro) - 0:45
2. Se io se lei - 4:56
3. Quanto tempo e ancora - 3:45
4. Non è mai stato subito - 4:41
5. Non parli mai - 4:00
6. È finita la guerra - 4:35
7. Iris - 4:08
8. Lasciami andare via - 4:21
9. Sei - 5:07
10. Mi fai stare bene - 3:48
11. Se è vero che ci sei - 4:42
12. C'è ancora qualcuno - 4:50
13. Fino all'amore - 4:07
14. Lavorerò - 4:34
15. Non vendermi - 4:17
16. Non cambiare tu - 4:26
17. Si incomincia dalla sera - 3:33